# Тука има – тука няма
„Тука има – тука няма“, наричана още „Къде е топчето?“, е игра, в която има различни възможности да се излъже противникът, макар играта на пръв поглед да изглежда като въпрос на сръчност или късмет. Тъй като в повечето случаи играта не протича честно, името ѝ, „тука има – тука няма“, се използва също и като синоним за измама.

## История на играта
Историята на „Тука има – тука няма“ започва още в Древна Гърция. Играта може да бъде видяна в различни картини от Средновековието.
Играта добива особена популярност през XIX век и след това.

## Протичане
За играта са нужни три или повече малки чаши (или други похлупаци) и едно топче. Предлагащият играта показва на участника под кой похлупак се намира топчето, след което размества похлупаците един с друг – обикновено доста бързо. При честна игра похлупаците не се повдигат и участникът печели, ако може да посочи под коя чаша се намира топчето след разбъркването.

## Как действа измамата?
За да привлече вниманието на пешеходец, измамникът разполага със съучастници – хора, които например образуват група около играта и по този начин се преструват, че става нещо важно.
За да направят впечатлението, че играта има добри шансове да бъде спечелена, един от съучастниците играе срещу измамника. При това играчът движи чашите по-бавно, така че случайно минаващият пешеходец също да може да ги проследи. След това съучастникът избира или правилния похлупак (и печели залога), или нарочно един от грешните, за да предизвика пешеходеца да спечели и той или да го накара да вярва, че е по-наблюдателен, и да го предизвика да се докаже.
Когато пешеходецът реши да участва, измамникът може да му позволи няколко пъти да спечели, за да го подбуди да увеличи залога. Освен това съучастниците поощряват участника и така той изпада в настроение за по-големи залози.
Дори минаващият случайно да не реши да играе, може в събралата се тълпа да бъде обран, отвлечен от това да наблюдава играта.
В българския жаргон организаторите на подобен тип измамни игри са известни като пиянкаджии, а техните съучастници, провокиращи публиката и насърчаващи я да си опита късмета – като пунтаджии.

## Още трикове
- понякога похлупаците са огъваеми предмети – например от кожа. По този начин топчето може да бъде вдигнато заедно с похлупака... и участникът остава с впечатлението, че не е познал къде е топчето;
- възможен е и вариант с две топчета. По този начин играчът показва едно от местата, където се намира топчето, след което, както винаги, ги размества. В случай че участникът посочи един от двата верни похлупака, играчът отваря другия... и участникът остава с впечатлението, че не е познал;
- възможна е и комбинация от тези два начина на измама;
- освен това: при разместването сръчните измамници могат да движат топчето от един похлупак в друг, без това да може да бъде видяно от мястото на участника. Също така могат да скрият топчето, докато разместват.